# Capella de Santa Maria (l'Esquirol)
Santa Maria de l'Esquirol és una capella de l'Esquirol (Osona) inclosa a l'Inventari del Patrimoni Arquitectònic de Catalunya.

## Descripció
Capella de petites dimensions que es troba annexionada al cos de l'edificació del mas de les Planes. L'absis és semicircular i un xic peraltat està situat a la banda de tramuntana. El portal d'entrada es troba a llevant i al davant forma un atri sostingut per pilars de pedra. El mur de ponent té dos òculs. A migdia té un altre portal que comunica amb l'antiga biblioteca del mas. La capella està dividida en dos trams i és coberta amb volta de creueria, les nerviacions moren a la paret formant un cul de llàntia. L'estat de conservació es bastant bo per bé que està en desús i caldria fer-hi algunes millores.

## Història
Capella unida al mas de les Planes encara que la seva construcció sigui més recent. Fou construïda a la segona meitat del segle xviii, vers al 1780. Els habitants del mas conten que durant les reformes que es feren al mas, vers l'any 1930, es trobà una gerra d'or enterrada a prop de la capella fonda. És dedicada a Santa Maria i conté riques casulles.